# Искандар (султан Джохора)
Махмуд Искандер аль-Хадж ибни Исмаил аль-Халиди (8 апреля 1932, Джохор-Бару, Джохор, Британская Малайя — 22 января 2010, Джохор-Бару, султанат Джохор, Малайзия) — малайзийский политический деятель, Верховный правитель Малайзии (1984—1989). Фельдмаршал малайзийской армии, адмирал флота и маршал ВВС.

## Биография
Получил высшее образование в Австралии и Великобритании.
- В 1956—1959 годах — в министерстве финансов;
- в 1959—1961 — туанку махота Джохора;
- в 1966—1981 — имел титул Раджи Муды (наследного принца).

С 1981 года — султан Джохора, а в 1984—1989 годах — Верховный правитель (Янг ди-Пертуан Агонг) Малайзии. В течение трёх лет до этого он занимал пост Тимбалан Янг ди-Пертуан Агонга (Заместитель Верховного правителя) Малайзии.